# キャサリン・ハイグル
キャサリン・マリー・ハイグル（Katherine Marie Heigl, 1978年11月24日 - ）は、アメリカ合衆国の女優。
以前はキャサリン・ヘイグル、もしくはキャサリン・ヘーグル、極稀にキャサリン・ヘイゲルと表記されることが多かった。

## 来歴

### 生い立ち
ワシントンD.C.で生まれ、コネチカット州で育つ。両親はドイツ人とアイルランド人の血を引き、父親のポールは会計士、母親のナンシーはマネージャー。4人兄妹（ジョン、メグ、ジェイソン、キャサリン）だが、2番目の兄ジェイソンは1986年に自動車事故で他界。1996年に両親が離婚。姉のメグは韓国からの養女であり、大の仲良しである。

### キャリア
9歳の時にヴィルヘルミナ（Wilhelmina）というモデル事務所と契約してモデルとしてキャリアを始める。いくつかのCM出演を経て、1992年に『恋に焦がれて』で映画デビュー。この映画出演により女優業に興味を持つようになる。高校卒業後、母親と共にロサンゼルスに移住。
B級映画の出演が多く伸び悩んでいたが、1999年放送開始のテレビシリーズ『ロズウェル - 星の恋人たち』でイザベル・エバンズ役でブレイクする。2002年の夏にウィリアム・モリス・エージェンシーと契約。2005年放送開始の『グレイズ・アナトミー 恋の解剖学』での演技で、2007年のエミー賞助演女優賞を受賞。
2007年公開の『無ケーカクの命中男/ノックトアップ』や2008年公開の『幸せになるための27のドレス』といったロマンティック・コメディ作品もヒットし、2008年2月にはアメリカのウェブサイトAskMen.comにて「最も理想的な女性99人（The 99 Most Desirable Women）」の1位に選ばれた。
2008年、『グレイズ・アナトミー 恋の解剖学』でふたたびエミー賞にノミネートされるが、ストーリーなどに不満を抱き、辞退。2009年2月には同作品の降板が報道されたが、後にクリエイターのションダ・ライムズが降板の報道を否定した。本人も「イジーが存在する限り演じ続ける」とコメントしていたが、2010年、シーズン6で番組を降板した。

### 私生活
過去に『ロズウェル - 星の恋人たち』で共演したジェイソン・ベアと交際していた。2007年12月23日にユタ州パークシティにて、ロック歌手のジョシュ・ケリーと結婚。レディ･アンテベラムのボーカル、チャールズ・ケリーは義弟。
2009年9月に韓国から障害を抱えている女児を養女として迎えた。
赤ちゃんはハイグルの母親と姉（韓国からの養女）の名前を取り“ナンシー・リー（Naleigh Kelley）”と名付けられた。2012年には二人目の養女を迎えた。
愛煙家（子供のために現在は禁煙）、フェミニストとしても有名。
『グレイズ・アナトミー 恋の解剖学』で共演したT・R・ナイトとは親友である。

## 主な出演作品

### 映画
| 公開年 | 邦題 原題                                                                | 役名                                    | 備考           | 吹き替え                                              |
| ------ | ------------------------------------------------------------------------ | --------------------------------------- | -------------- | ----------------------------------------------------- |
| 1992   | 恋に焦がれて That Night                                                  | キャスリン                              |                | 無し                                                  |
| 1993   | わが街 セントルイス King of the Hill                                     | クリスティーナ・セバスチャン            |                | 無し                                                  |
| 1994   | 恋人はパパ/ひと夏の恋 My Father the Hero                                 | ニコール                                |                | 小島幸子                                              |
| 1995   | 暴走特急 Under Siege 2: Dark Territory                                   | サラ・ライバック                        |                | 小林さやか （ソフト版） 坂本真綾 （テレビ朝日、BD版） |
| 1996   | Wish Upon a Star                                                         | アレクシア・ウィートン                  | テレビ映画     | 無し                                                  |
| 1997   | エクスカリバー戦記 Prince Valiant                                        | イレーヌ姫                              |                | 小林沙苗                                              |
| 1997   | Stand-ins                                                                | タフィー＝リタ・ヘイワースの代役        |                | 無し                                                  |
| 1998   | アベレーション2 Bug Buster                                               | シャノン・グリフィン                    |                | 湯屋敦子                                              |
| 1998   | チャイルド・プレイ/チャッキーの花嫁 Bride of Chucky                      | ジェイド                                |                | 加藤優子                                              |
| 1998   | テンペスト The Tempest                                                   | ミランダ・プロスパー                    | テレビ映画     | 無し                                                  |
| 2000   | Hな彼女の見つけ方 マシューの童貞卒業物語 100 Girls                       | アーレーン                              |                | 無し                                                  |
| 2001   | バレンタイン Valentine                                                   | シェリー・フィッシャー                  |                | 村井かずさ                                            |
| 2003   | Love Comes Softly                                                        | マーティ・クラリッジ                    | テレビ映画     | 無し                                                  |
| 2003   | Wuthering Heights                                                        | イザベル・リントン                      | テレビ映画     | 無し                                                  |
| 2003   | 蘇生 〜イヴィル・ネバー・ダイズ〜 Evil Never Dies                        | イヴ                                    |                | 無し                                                  |
| 2003   | キャサリン・ハイグルの血まみれのドレス Descendant                        | アン・ヘッジロー / エミリー・ヘッジロー |                | 無し                                                  |
| 2003   | アトミック・ハザード Critical Assembly                                   | アイジー・ヘイワード                    |                | 不明                                                  |
| 2004   | Love's Enduring Promise                                                  | マーティ・クラリッジ・デイヴィス        | テレビ映画     | 無し                                                  |
| 2005   | ロミーとミッシェルの場合 セレブ入門編 Romy and Michele: In the Beginning | ロミー・ホワイト                        | テレビ映画     | 無し                                                  |
| 2005   | 恋の7つの副作用 Side Effects                                             | カーリー・ハート                        |                | 岡寛恵                                                |
| 2005   | リンガー! 替え玉★選手権 The Ringer                                       | リン・シェリダン                        |                | 岡寛恵                                                |
| 2006   | フラッシュバック・キラー Zyzzyx Road                                     | マリッサ                                |                | 荒尾友香理                                            |
| 2006   | ゴシップ・カフェ Caffeine                                                | ローラ                                  |                | 無し                                                  |
| 2007   | 無ケーカクの命中男/ノックトアップ Knocked Up                             | アリソン・スコット                      |                | 石塚理恵                                              |
| 2008   | 幸せになるための27のドレス 27 Dresses                                    | ジェーン・ニコルズ                      |                | 岡寛恵                                                |
| 2009   | 男と女の不都合な真実 The Ugly Truth                                      | アビー・リッチャー                      | 兼製作総指揮   | 石塚理恵                                              |
| 2010   | キス&キル Killers                                                        | ジェン・コーンフェルド                  |                | 石塚理恵                                              |
| 2010   | かぞくはじめました Life as We Know It                                    | ホリー・ベレンソン                      | 兼製作総指揮   | 石塚理恵                                              |
| 2011   | ニューイヤーズ・イヴ New Year's Eve                                      | ローラ                                  |                | 藤貴子                                                |
| 2012   | ラブ&マネー One For The Money                                            | ステファニー・プラム                    | 兼製作総指揮   | 不明                                                  |
| 2013   | グリフィン家のウエディングノート The Big Wedding                         | ライラ・グリフィン                      |                | 岡寛恵                                                |
| 2014   | ナッツジョブ 〜サーリー&バディのピーナッツ大作戦!〜 The Nut Job          | アンディ                                | 声の出演       | 沢城みゆき                                            |
| 2014   | Jackie & Ryan                                                            | Jackie Laurel                           |                | 無し                                                  |
| 2015   | ホーム・スイート・ヘル/キレたわたしの完全犯罪 Home Sweet Hell            | モナ・シャンパーニュ                    |                | 岡寛恵                                                |
| 2015   | Jenny's Wedding                                                          | Jenny Farrell                           |                | 無し                                                  |
| 2017   | アンフォゲッタブル Unforgettable                                         | テッサ・コノバー                        | 日本劇場未公開 | 無し                                                  |
| 2017   | ナッツジョブ リバティパーク奪還作戦!! The Nut Job 2: Nutty by Nature     | アンディ                                | 声の出演       | 新田恵海                                              |
| 2021   | Fear of Rain                                                             | Michelle Burroughs                      |                | 無し                                                  |

### テレビシリーズ
| 放映年    | 邦題 原題                                       | 役名                                   | 備考                  | 吹き替え |
| --------- | ----------------------------------------------- | -------------------------------------- | --------------------- | -------- |
| 1999-2002 | ロズウェル - 星の恋人たち Roswell               | イザベル・エバンズ                     | メイン                | 弓場沙織 |
| 2002      | トワイライト・ゾーン The Twilight Zone          | アンドレア・コリンズ                   | 「闇のゆりかご」      | 小林沙苗 |
| 2005-2010 | グレイズ・アナトミー 恋の解剖学 Grey's Anatomy  | イザベル・“イジー”・スティーヴンス     | メイン（シーズン1-6） | 石塚理恵 |
| 2014-2015 | ザ・ブック/CIA大統領特別情報官 State of Affairs | チャールストン・“チャーリー”・タッカー | メイン 兼製作総指揮   | 無し     |
| 2018-2019 | SUITS/スーツ Suits                              | サマンサ・ウィーラー                   | メイン（シーズン8-9） | 石塚理恵 |
| 2021      | ファイアフライ通り Firefly Lane                 | タリー・ハート                         | メイン 兼製作総指揮   | 無し     |